# Златни ћуран
Златни ћуран је награда за животно дело коју додељује манифестација Дани комедије у Јагодини. Установљена је 2001. године и уручује се глумцима који су својим комичарским умећем обогатили српску уметност.

## Добитници
| Година уручења | Добитник                                      | Изв.          |
| -------------- | --------------------------------------------- | ------------- |
| 2001.          | Миодраг Петровић Чкаља                        |               |
| 2002.          | Данило Бата Стојковић (постхумно)             |               |
| 2003.          | није додељена                                 |               |
| 2004.          | Мира Бањац                                    | [ 1 ]         |
| 2005.          | Љубомир Убавкић Пендула                       | [ 2 ]         |
| 2006.          | Никола Симић                                  |               |
| 2006.          | Дејан Мијач (редитељ, одбио да прими награду) |               |
| 2006.          | Милосав Буца Мирковић (позоришни критичар)    |               |
| 2006.          | Мухарем Первић (позоришни критичар)           |               |
| 2007.          | Оливера Марковић                              | [ 3 ]         |
| 2008.          | Бора Тодоровић                                | [ 4 ]         |
| 2008.          | Драгослав Лазић (редитељ)                     | [ 4 ]         |
| 2009.          | Властимир Ђуза Стојиљковић                    | [ 5 ]         |
| 2010.          | Петар Краљ                                    | [ 6 ]         |
| 2011.          | Душан Ковачевић                               | [ 7 ]         |
| 2012.          | Милена Дравић                                 | [ 8 ]         |
| 2013.          | Сека Саблић                                   | [ 9 ]         |
| 2014.          | Рада Ђуричин                                  | [ 10 ]        |
| 2015.          | Светлана Бојковић                             | [ 11 ]        |
| 2016.          | Иван Бекјарев                                 | [ 12 ]        |
| 2017.          | Власта Велисављевић                           | [ 13 ] [ 14 ] |
| 2018.          | Предраг Ејдус                                 | [ 15 ]        |
| 2019.          | Љиљана Драгутиновић                           | [ 16 ]        |
| 2020.          | Милан Гутовић                                 | [ 17 ]        |
| 2021—2023.     | није додељена                                 |               |
| 2024.          | Олга Одановић                                 | [ 18 ]        |
| 2025.          | Бранимир Брстина                              | [ 19 ]        |